# Speocirolana pelaezi
Speocirolana pelaezi är en kräftdjursart som beskrevs av Bolivar y Pieltain 1950. Speocirolana pelaezi ingår i släktet Speocirolana och familjen Cirolanidae. Inga underarter finns listade i Catalogue of Life.